# Герд Кельблінг
Отто Фрідріх Герд Кельблінг (нім. Otto Friedrich Gerd Kelbling; 12 червня 1915, Зальцбрунн — 9 червня 2008, Аммерзе) — німецький офіцер-підводник, капітан-лейтенант крігсмаріне. Кавалер Лицарського хреста Залізного хреста.

## Біографія
8 квітня 1934 року вступив на флот. Служив на тральщиках. В січні 1941 року переведений у підводний флот. Як офіцер з бойової підготовки здійснив 1 похід на підводному човні U-557. З 23 жовтня 1941 року — командир U-593, на якому здійснив 16 походів (провівши в морі загалом 338 днів). В перший похід вийшов у березні 1942 року. Здійснивши 3 походи в Атлантику, до 1942 року пройшов через Гібралтар в Середземне море. 13 грудня 1943 року човен Кельблінга був потоплений глибинними бомбами, скинутими з американського і британського есмінців; весь екіпаж (51 особа) вибив і потрапив у полон. Кельблінг утримувався в канадському таборі для військовополонених. У вересні 1947 року звільнений.
Всього за час бойових дій потопив 15 кораблів загальною водотоннажністю 51 295 тонн і пошкодив 3 кораблі загальною водотоннажністю 6530 тонн.
| Дата              | Назва корабля                        | Тип                | Тоннаж | Вантаж | Екіпаж | Загинули | Країна             | Конвой  |
| ----------------- | ------------------------------------ | ------------------ | ------ | --- | ------ | -------- | ------------------ | ------- |
| 14 травня 1942    | Stavros (пошкоджений)                | Торговий пароплав  | 4,853  | Баласт | 33     | 0        | Королівство Греція |         |
| 25 травня 1942    | Persephone (безповоротно втрачений)  | Тепловий танкер    | 8,426  | 80 000 барелів сирої нафти                                                                                                 | 37     | 9        | Панама             |         |
| 5 серпня 1942     | Spar                                 | Торговий пароплав  | 3,616  | 4900 тонн генеральних вантажів, включаючи цукор, фруктову жому, ліс, тютюн і автомобілі                                    | 39     | 3        | Нідерланди         | SC-94   |
| 12 листопада 1942 | Browning                             | Торговий пароплав  | 5,332  | Військові товари США, включаючи тротил і палубний вантаж із чотирьох бульдозерів                                           | 62     | 1        | Британська імперія | KMS-2   |
| 18 березня 1943   | Dafila                               | Торговий пароплав  | 1,940  | Порожні бочки | 37     | 22       | Британська імперія |         |
| 18 березня 1943   | Kaying                               | Торговий пароплав  | 2,626  | Баласт | 81     | 9        | Британська імперія |         |
| 27 березня 1943   | City of Guildford                    | Торговий пароплав  | 5,157  | 9000 тонн генеральних вантажів, включаючи октанове пальне і боєприпаси                                                     | 142    | 129      | Британська імперія | XT-7    |
| 11 квітня 1943    | Runo                                 | Торговий пароплав  | 1,858  | Баласт | 37     | 16       | Британська імперія |         |
| 22 червня 1943    | USS LST-333 (безповоротно втрачений) | Десантний корабель | 1,625  | Десантні понтони і війська                                                                                                 | 288    | 25       | США                | Elastic |
| 22 червня 1943    | USS LST-387 (пошкоджений)            | Десантний корабель | 1,625  | Десантні понтони і війська                                                                                                 | 241    | 23       | США                | Elastic |
| 5 липня 1943      | Devis                                | Торговий теплохід  | 6,054  | 289 військовиків, 4000 тонн державних товарів і палубний вантаж (2 десантні катер)                                         | 342    | 52       | Британська імперія | KMS-18B |
| 5 липня 1943      | HMS LCM-1123 (вантаж)                | Десантний катер    | 52     | |        |          | Британська імперія | KMS-18B |
| 5 липня 1943      | HMS LCM-1129 (вантаж; пошкоджений)   | Десантний катер    | 52     | |        |          | Британська імперія | KMS-18B |
| 21 вересня 1943   | William W. Gerhard                   | Торговий пароплав  | 7,176  | 1440 тонн військових товарів, включаючи бензин, боєприпаси, польову артилерію і механізоване обладнання як палубний вантаж | 267    | 2        | США                | NSS-3   |
| 25 вересня 1943   | USS Skill (AM-115)                   | Мінний тральщик    | 815    | | 103    | 72       | США                |         |
| 3 листопада 1943  | Mont Viso                            | Торговий пароплав  | 4,531  | Військові матеріали | 49     | 35       | Франція            | KMS-30  |
| 12 грудня 1943    | HMS Tynedale (L96)                   | Есмінець           | 1,000  | | 155    | 73       | Британська імперія | KMS-34  |
| 12 грудня 1943    | HMS Holcombe (L56)                   | Есмінець           | 1,087  | | 164    | 84       | Британська імперія | KMS-34  |

## Звання
- Кандидат в офіцери (8 квітня 1934)
- Фенріх-цур-зее (1 липня 1935)
- Оберфенріх-цур-зее (1 січня 1937)
- Лейтенант-цур-зее (1 квітня 1937)
- Оберлейтенант-цур-зее (1 квітня 1939)
- Капітан-лейтенант (1 вересня 1941)

## Нагороди
- Медаль «За вислугу років у Вермахті» 4-го класу (4 роки; 4 квітня 1938)
- Залізний хрест
  - 2-го класу (31 травня 1940)
  - 1-го класу (29 серпня 1940)
- Нагрудний знак мінних тральщиків (3 грудня 1940)
- Нагрудний знак підводника (30 березня 1942)
- Лицарський хрест Залізного хреста (19 серпня 1943)